# Geneviève Gennari
Geneviève Gennari, née à Trontano dans le Piémont le 18 avril 1920 et morte à Paris le 16 octobre 2001, est une romancière française.

## Biographie
Geneviève Gennari est la fille d'un industriel d'origine italienne à la forte personnalité, agnostique intéressé par les questions intellectuelles, et d'une Française, plus effacée, appartenant à une famille du Limousin.
Elle fait des études de lettres à Paris et soutient en 1946 une thèse de doctorat sur Le premier voyage de Mme de Staël en Italie et la genèse de ‘‘Corinne‘‘. Elle est fortement marquée par la lecture du Deuxième sexe de Simone de Beauvoir.
Elle voyage beaucoup et approche de la cinquantaine quand elle se marie, en 1968.
Geneviève Gennari a publié de nombreux articles sur des écrivains : Simone de Beauvoir, Madame de Staël, les sœurs Bronté, etc.
Le 25 février 1972, elle est invitée dans l’émission télévisée Le Fond et la forme pour évoquer son essai Ce monde où je vis (Prix Ève Delacroix). 
Au cours des années 1960 et 1970, elle réalise plusieurs programmes radiophoniques, notamment Simone de Beauvoir insolite, une série de dix émissions diffusées au début de l'année 1974 sur France Culture. 
Parmi les diverses interviews qu'elle a accordées, notons celle de 1979 au micro de Jacques Chancel dans l'émission Radioscopie, ou encore celle du 12 août 1990 dans l'émission Fréquence lire avec Cella Minart, où elle présente son dernier roman Le Manuscrit (Prix Louis-Barthou de l'Académie française).
En 1984, son roman Journal d'une bourgeoise est adapté dans le feuilleton télévisé Les Amours des années 50, diffusé sur Antenne 2 puis rediffusé en 1991 sur TF1 et sur France 2 en 1993.
Nombre de ses ouvrages ont été traduits en plusieurs langues.
Geneviève Gennari est membre du P.E.N. Club français de 1986 à 1997.
Elle est nommée officier de l'ordre des Arts et des Lettres en 1960 et reçoit en 1974 le Grand prix de littérature de la Société des gens de lettres pour l'ensemble de son œuvre.

## Œuvres

### Romans
- Les Cousines Müller, Éd. de Flore, 1949 (Prix international du premier roman Barcelone, Espagne) ; nouvelle édition en 1967, Grasset.
- La Fontaine scellée, Pierre Horay, 1950.
- J'éveillerai l'aurore, Pierre Horay, 1952.
- L'Étoile Napoléon, roman historique, illustrations de Louis Touchagues, Pierre Horay, 1954 ; nouvelle édition en 1964, Plon, puis en 1995, Éd. du Rocher.
- Le Plus Triste Plaisir, La Palatine, 1956.
- Le Rideau de sable, Pierre Horay, 1957.
- Journal d'une bourgeoise, Grasset, 1959 ; nouvelle édition en 1972, Livre de poche.
- Les Nostalgiques, Grasset, 1963.
- Nouvelles du temps et de l'espace, 5 nouvelles, préface de Louis Pauwels, Librairie académique Perrin, 1965.
- La Fugue irlandaise, Julliard, 1973.
- Un mois d'août à Paris, Tchou, 1977.
- La Neuvième Vague, Julliard, 1980 ; nouvelle édition en 1981, France Loisirs.
- Les Portes du palais, Julliard, 1983 ; nouvelle édition en 1984, France Loisirs.
- Le Manuscrit, Éd. du Rocher, 1989 (prix Louis-Barthou de l'Académie française, 1990).

### Écrits autobiographiques
- J'avais vingt ans, journal 1940-1945, Grasset, 1961.
- La Robe rouge, Tchou, 1978.
- La femme précaire, Julliard, 1986.

### Essais
- Simone de Beauvoir, Éditions universitaires, 1959.
- Le Dossier de la Femme, Perrin, 1965.
- Ce monde où je vis, Grasset, 1972 (prix Ève Delacroix, 1972).
- Dieu et son ombre, Plon, 1981.

## Distinctions
- Grand prix de littérature de la Société des gens de lettres pour l'ensemble de son œuvre (1974).
- Officière de l'ordre des Arts et des Lettres (1960).